# Sterling SAR-87
Das Sterling SAR-87 war der Entwurf für ein militärisches automatisches Gewehr des späten zwanzigsten Jahrhunderts. Das Sterling Assault Rifle (SAR) wurde gemeinsam durch Sterling Armaments aus dem  Vereinigten Königreich und Chartered Industries aus Singapur auf Grundlage des Armalite AR-18 entwickelt. Es wurde auch von den britischen Streitkräften begutachtet, jedoch bald abgelehnt, da sie bereits die Einführung des SA80 planten. Das SAR-87 war eine robuste Waffe, die die Zuverlässigkeit des AR-18 mit der vielseitigen Verwendbarkeit des M16 verband. Es konnte vom Kaliber 5,56 × 45 mm NATO auf das Kaliber 9 × 19 mm umgerüstet werden, indem man Lauf und Verschluss auswechselte. Damit stand auch eine Maschinenpistole für den Polizeieinsatz zur Verfügung. Es kam jedoch kein Absatz zustande. Schließlich wurde Sterling Armaments durch British Aerospace aufgekauft und geschlossen. Damit stellte man auch die Fertigung der Waffe ein, wobei weniger als 100 Gewehre des Modells hergestellt wurden.